# Suzuki Wagon R Smile
Suzuki Wagon R Smile (яп. ワゴンRスマイル) — кей-кар, разработанный и выпускающийся японской компанией Suzuki.

## Описание
Suzuki Wagon R Smile дебютировал 27 августа 2021 года. В отличие от оригинального Wagon R, Suzuki Wagon R Smile имеет раздвижные двери с обеих сторон и характерный дизайн экстерьера. Модель Smile была создана в ответ на то, что около 40 процентов владельцев Wagon R запросили модель с раздвижными дверями в опросах.
В то время как Wagon R обычно имел кодовое обозначение «MH», начиная с третьего поколения и до выпускаемого шестого поколения, Wagon R Smile имеет кодовое обозначение «MX». Smile — первая производная модель от Wagon R.
Suzuki Wagon R Smile оснащается рядным трёхцилиндровым ДВС R06D DOHC объёмом 658 см3, мощностью 36 кВт (48 л. с.) и крутящим моментом 58 Н⋅м, а также электродвигателем WA04C. Коробка передач — бесступенчатая.

В целях сокращения затрат на разработку на Wagon R Smile устанавливаются различные детали и подконструкции от других автомобилей: передние двери и сдвижные двери позаимствованы у второго поколения Spacia (MK53S), в то время как задняя дверь позаимствована у шестого поколения Wagon R (MH35S/55S/85S/95S). По словам главного инженера Масаси Такахаси, комбинирование деталей от разных моделей автомобилей необычно для Suzuki.
- Suzuki Wagon R Smile Hybrid X
- Вид сзади
- Фейслифтинг
- Интерьер